# Лазар Доямов
Лазар Христов Доямов (на гръцки: Λάζος Δογιάμας, Лазос Доямас или Λάζος Δογιάμα, Лазос Дояма или Δουγιάμα, Дуяма или Μπαροβίτσαλης, Баровицалис, тоест Баровишки) e гъркомански капитан на гръцка андартска чета в Македония.

## Биография

### Във ВМОРО
Лазар Доямов е роден в семейството на Христо и Гиля (Ангелики) Доямови в гумендженското село Баровица, което тогава е в Османската империя, днес Кастанери, Гърция. Знае да пише и на български и на гръцки език. Лазо има трима братя - Гоно (Гонос), Димитър (Митрос) и Траян (Траянос), както и сестра Мария. Траян Доямов става нелегален и се включва в българска чета на Вътрешната македоно-одринска революционна организация, последван по-късно и от Лазар. Турците арестуват Гоно и Димитър, но те успяват да избягат и се присъединяват към другите двама братя.
След създалия се конфликт между Апостол войвода и Иван Карасулийски през 1902 година на ниво вътрешни и върховисти, братя Доямови се отцепват и създават собствена чета.

### Гръцки войвода
След 1903 година Лазар с братята си Димитър и Гоно се присъединява към появилата се Гръцка пропаганда и стават четници на Михаил Мораитис (капитан Кодрос). През декември 1904 година българската чета на Христо Бабянски обесва братовчеда на Лазар Константин Доямов между селата Горгопик и Боймица. На 19 май 1905 четата им се сражава с турците между Баровица и Църна река и е напълно разбита - Мораитис заедно със заместника му лейтенант Спирос Франгопулос са убити, а повечето от четниците им – пленени.
След унищожаването на четата на Кодрос Лазар Доямов става самостоятелен гръцки капитан в Паяк планина, заедно с четата на Христос Карапанос. За пръв път излиза в Ениджевардарското езеро на 3 ноември 1905 година с чета от 7 души и започва сблъсъци с четите на Апостол войвода. През лятото на 1906 година Лазар убива турския бей Кьосе Емин, който има връзки с ВМОРО. Властите арестуват останалия на българска страна негов брат Траян, който е изпратен в София, където е убит в края на годината след разкриването на негова кореспонденция с брат му Лазо.
Лазар, който е заминал за София да помогне на брат си, се връща в Баровица и отново формира гъркоманска чета от роднини и приятели. На 8 януари 1907 година влиза в село Горгопик и кара жителите да отхвърлят Екзархията и да се върнат в лоното на Патриаршията. Първоначно Лазар Доямов среща трудности да убеди гръцкия комитет, че не е на българска страна и се среща в Кулакия с Гоно Йотов и гръцкия консул в Солун Александрос Мазаракис, където през май 1907 година властите за малко не го залавят заедно с Гоно Йотов и Апостолис Матопулос. На 13 юли 1907 година четата на Лазо дава сражение на турците в Баровица, след като е предадена от ятака на Апостол войвода Христо Танче Кехая.
Лазо дава много сражения с български чети – на 15 март 1907 година се сражава с войводата Боре Саракинов, през ноември 1907 година с четата на Апостол войвода в село Крива, като в битката е ранен Димитър Доямов, на 15 май 1908 с войводата Тодор Георгиев, който е ранен, на 15 юни 1908 с Ичко Василевски, а на 22 юни 1908 с Иван Гелев. През пролетта на 1908 година се сражава и с Тодор Груев. Заедно с четата на Лазар действа и четата на брат му Димитър с псевдоним Бика.

### След Младотурската революция
След Младотурската революция в 1908 година Лазар Доямов заедно с Гоно Йотов са оттеглени от гръцкия комитет в Атина и се настанява в поддържаното от гръцкия комитет „Македонско убежище“. През септември 1910 година двамата избягват и се връщат в Македония, където и гръцкият македонски комитет, и ВМОРО възобновяват дейността си. Дояма с чета от 8 души се установява в родното си Гумендженско. Междувременно на 2 и на 9 май български чети правят два неуспешни опита да убият Гоно Доямов, като при втория той е спасен от появата на гръцка милиция от Гумендже и четата на брат му Димитър.
След смъртта на Гоно Йотов в сражение с турци през февруари 1911 година, през март Лазар Доямов отново е оттеглен в Атина от гръцкото консулство в Солун, но през май отново успява да избяга и се връща в Македония. Продължава да се занимава с разбойничество. На 24 август (или 14 септември) 1912 Лазар Доямов е убит при среща с войводата на ВМОРО Ичко Димитров, към когото вече се е присъединил доскорошният андартски капитан Тано Кудев. Според версията на гръцката историография Лазар Доямов с двама свои четници се среща между селата Баровица и Църна река с Ичко Димитров, съселянин на Лазар от Баровица, и четника Данко (или Видов), за да уговори условия за примирие, които обаче му поставят засада и го убиват заедно с един от другарите му – Атанасиос Бецос от Гумендже. Според Христо Шалдев Лазар Доямов пленява Димитър Гоцев от Гумендже и иска за него откуп от богатия му баща. Ичко Димитров се среща с него да преговаря, след което го увещава да се присъеди към ВМОРО и да остави разбойничеството. Лазар Доямов отказва и тогава е убит от четника Иван Казака. Възможно е и да е убит при опожаряването на Крива седмица преди началото на Балканската война, когато гъркомани издават четата на Ичко Димитров в селото. След това Лазар Доямов е погребан в родното си село Баровица.
Димитър Доямов – Биката действа с голяма андартска чета през Балканската война и издевателства над българското население в района на Баровица. На 20 януари 1913 година напада българското училище в селото, унищожава учебните пособия и прогонва българската учителка. На помощ и идват Димитър Робков с четниците Търтев и Готев, но са пленени и затворени. Друг четник И. Търповски изчезва безследно след като е хванат от Димитър Доямов.
Лазар е женен за Екатерина Крецовали, учителка от Гевгели, която след окупацията на града от сърбите в 1912 година се установява в Солун. Братовчед на Лазар Христо Доямов е убит от българска чета в 1916 година. В 1967 година на централния площад в Гумендже са издигнати статуи на Гоно Доямов и Лазар Доямов.

## Галерия
- Четата на Лазар Доямов
- Димитър (вляво седнал), Лазар (в средата) и Гоно Доямов (вдясно прав)
- Гоно Йотов, Лазар Доямов, Апостолис Матопулос, Кулакия, 1908
- Гоно Йотов, Лазар Доямов, Апостолис Матопулос, Димитриос Какавос, Кулакия, 1908
- Димитър, Лазар и Гоно Доямов
- Яни Рамненски и Лазо Доямов
- Яни Рамненски (в средата) и Лазо Доямов (вдясно)
- Паметник на Лазар Доямов в Гумендже